# 4514 Вілен
4514 Вілен (4514 Vilen) — астероїд головного поясу, відкритий 19 квітня 1972 року.
Тіссеранів параметр щодо Юпітера — 3,533.